# IBM 7330

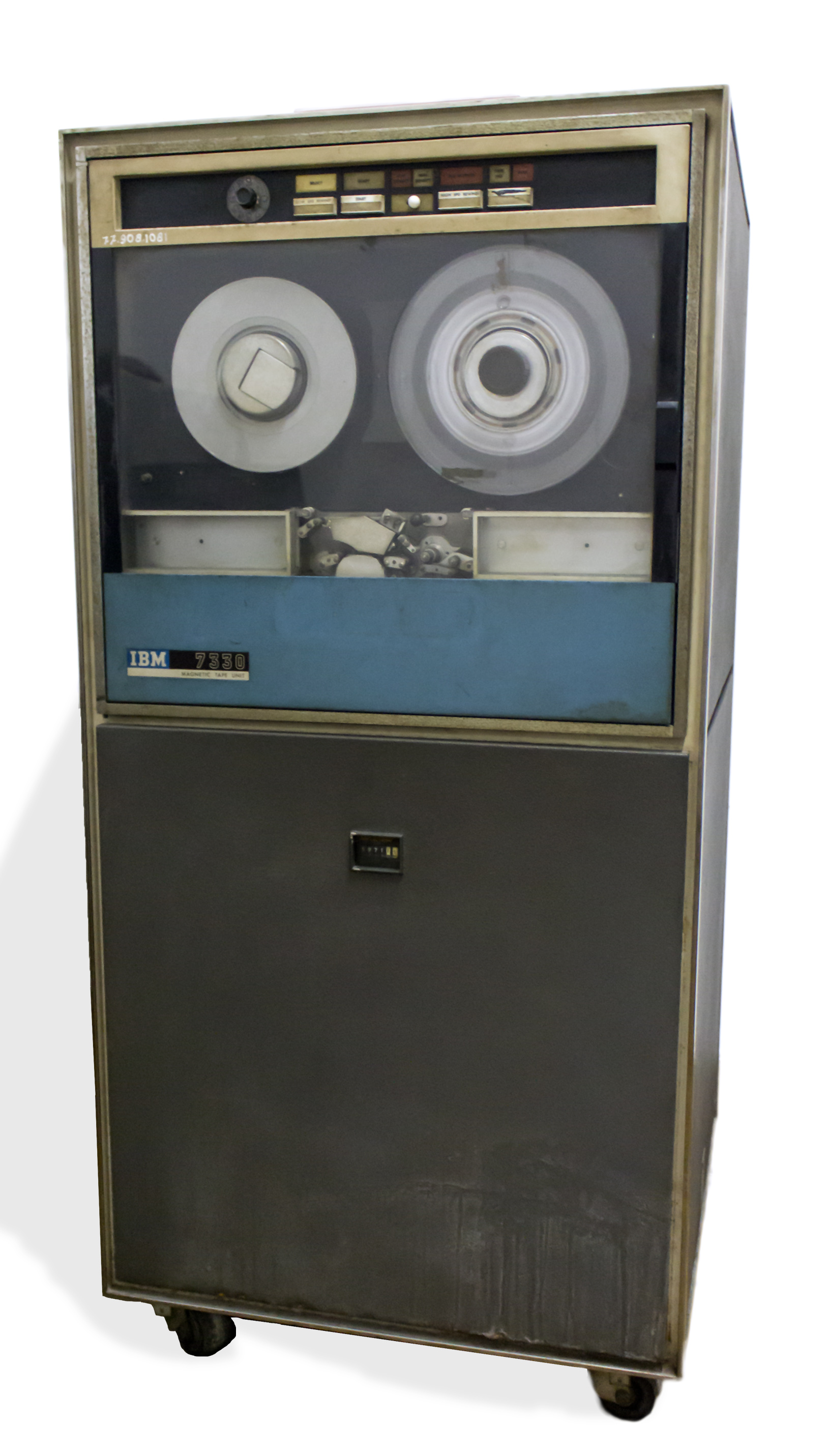
Unidad de cinta IBM 7330 que alguna vez usó el ejército de Indonesia.

La Unidad IBM 7330 fue el sistema de almacenamiento de cinta magnética de bajo costo de IBM durante la década de 1960. Parte de la familia de unidades de cinta IBM de 7 pistas, y se usó principalmente en computadoras de la serie 1400 y en el IBM 7040/7044. El 7330 cinta magnética de 12,7 mm y hasta 720 m, enrollada en carretes de  267 mm de diámetro.

## Formato de datos
La cinta tenía siete pistas paralelas, seis para datos y una para mantener la paridad. Las cintas con datos de caracteres (BCD) se grabaron en paridad par. Las cintas binarias usaban paridad impar. (manual del 709, pág.20). Se pegaron tiras de aluminio a varios decímetros de los extremos de la cinta para que sirvieran como marcadores lógicos de inicio y final de la cinta. La protección contra escritura fue proporcionada por un anillo de plástico extraíble en la parte posterior del carrete de cinta. Un espacio de 19 mm entre los registros permitió que el mecanismo tuviera tiempo para detener la cinta. A 200 caracteres por pulgada, una sola cinta de 720 m podría almacenar el equivalente a unas 50.000 tarjetas perforadas (alrededor de 4.000.000 de bytes de seis bits). Tenía una baja velocidad (92 cm/s) y doble densidad (200, 556).